# Beluga-P1-Klasse
Die P1-Klasse (P1-800-Klasse) ist eine sechs Mehrzweck-Schwergutfrachter umfassende Schiffsklasse der deutschen Projekt- und Schwergut-Reederei Beluga Group. Die Schiffe gehören mit einer Tragfähigkeit von 18.800 tdw und einem Schwergutgeschirr mit einer Hebelastkapazität von bis zu 800 Tonnen SWL zu den Größten der Reederei. Sie sind Teil eines als P-Klasse im Jahre 2005 aufgelegten Neubauprogramms, mit dem die Beluga Group 2009 in das sogenannte Super-Heavy-Lift-Segment, das nach Reedereiangaben Schwergüter und Projektladung mit Einzelgewichten zwischen 500 und 1400 Tonnen umfasst, einstieg.

## Allgemeine Daten
Die P1-Klasse ist nach einem Entwurf der Beluga Fleet Management in Zusammenarbeit mit der Werft Volharding Shipyards Newbuilding aus Westerbroek, Niederlande, entstanden. Die Entwicklung begann im Jahre 2005, die Fertigstellung des Typschiffes war für 2008 geplant. Fertiggestellt und abgeliefert wurde es Ende 2009. Die Schiffe werden auf der chinesischen Werft Qingshan Shipyard in Wuhan gebaut. Der Baupreis ohne Nebenkosten betrug für das Typschiff 34,9 Millionen Euro.

## Technische Daten
Die P1-Klasse ist durch den Germanischen Lloyd klassifiziert. Der Schiffskörper hat die Klassifikation + 100 A5 E3 with Freeboard 4.418 M Multi-Purpose Dry Cargo Ship G IW BWM SOLAS-II-2, Reg. 19 DBC C2P53 Equipped for Carriage of Containers, Strengthened for Heavy Cargo, die Maschinenanlage + MC E3 AUT.

### Schiffsrumpf
Die Doppelhüllenschiffe haben bei einer Tragfähigkeit von 18.800 tdw eine Gesamtlänge von 166,25 Metern, Breite von 22,90 Metern und einen maximalen Tiefgang von 9,50 Metern. Vermessen sind sie mit einer Bruttoraumzahl (BRZ) von 15.377 und Nettoraumzahl (NRZ) von 5.722. Der Rumpf ist für Eisverhältnisse vergleichbar denen der nördlichen Ostsee mit bis zu 80 Zentimeter dickem Eis eisverstärkt, die Schiffe sind in die Eisklasse E3 eingestuft. Die P1-Klasse ist damit nach Angaben der Reederei für die Fahrt durch polare Regionen geeignet und kann die Nordostpassage entlang der sibirischen Küste befahren.

### Laderäume
Die P1-Klasse verfügt über zwei Laderäume mit einem gesamten Ladevolumen von 23.960 Kubikmetern. Die Laderäume haben glatte Wände, die für den Transport unterschiedlicher Ladung mittels Zwischendecks und Querschotten unterteilt werden können. Der vordere Laderaum 1 hat eine Ladekapazität von 3.889 Kubikmetern bei einer Länge von 25,20 Metern und eine Breite von 13,10 Metern. Der Abstand zwischen Laderaumboden und Lukendeckel beträgt 13,40 Meter. Er kann auf zwei verschiedenen Höhen mit Zwischendecks unterteilt werden. Der größere Laderaum 2 hat eine Kapazität von 20.070 Kubikmetern bei einer Länge von 86,10 Metern, Breite von 18,00 Metern und Tiefe von 13,80 Metern. Auf vier unterschiedlichen Höhen lassen sich Zwischendecks einziehen.
Der Laderaum 1 wird von einem hydraulisch angetriebenen Lukendeckel mit den Maßen 25,60 × 13,50 Meter verschlossen. Der Laderaums 2 wird sowohl von hydraulisch angetriebenen Lukendeckeln als auch Pontonlukendeckeln verschlossen. Die Abdeckung des Laderaums hat die Maße 86,50 × 18,40 Meter. Die Laderaumböden haben eine Tragfähigkeit von 18,0 Tonnen pro Quadratmeter, die Zwischendecks von 3,5, die Pontonlukendeckel von 8,0 und die hydraulisch betätigten Lukendeckel von 4,0 Tonnen pro Quadratmeter.
Die Laderäume sind auch für den Transport von Massengütern und Containern konzipiert. Die Anzahl der Container-Stellplätze beträgt 1031 TEU (20-Fuß-Container). Davon können 487 unter und 544 auf Deck gelagert werden. Für 94 40-Fuß- und 28 20-Fuß-Kühlcontainer sind Anschlüsse vorhanden. Die Ladekapazität für beladene, 14 Tonnen schwere 20-Fuß-Container ist mit 706 TEU angegeben.

### Schwergutgeschirr
Die Be- und Entladung erfolgt mit drei bordeigenen Schwergutkränen der Neuenfelder Maschinenfabrik (NMF). Die Turmdrehkräne haben ein Extra-Ladegeschirr für kleine Lasten. Kran 1 für den vorderen Laderaum hat eine maximale Tragfähigkeit von 120 Tonnen SWL bei einer Reichweite von 16 Metern. Die maximale Reichweite beträgt 32 Meter, der Kran kann dann noch 55 Tonnen heben. Die Kräne 2 und 3 für die Bedienung des zweiten Laderaums haben eine Tragfähigkeit von 400 Tonnen SWL bis zu einer Reichweite von 18 Metern. Sie können im Tandembetrieb eingesetzt werden, sodass sich eine maximale Hebelastkapazität von 800 Tonnen SWL ergibt. Die maximale Reichweite beträgt 30 Meter bei einer Tragfähigkeit von 240 Tonnen, die des Extra-Ladegeschirrs 32 Meter bei 55 Tonnen.
Die Schiffe sind mit leistungsstarken Ballastpumpen und Ballasttanks ausgerüstet, mit denen Krängungen während der Lade- und Löschvorgänge ausgeglichen werden. Dazu können bis 2360 Kubikmeter Ballastwasser genutzt werden. Insgesamt können 9660 Kubikmeter Ballastwasser aufgenommen werden. Um die Verschleppung von Organismen in fremde Ökosysteme durch unbehandeltes Ballastwasser zu vermeiden, kommt das Filtrationssystem „CleanBallast“ von RWO Marine Water Technology aus Bremen zum Einsatz.

### Antrieb
Angetrieben werden die Schiffe von einem Schiffsdieselmotor des Typs MAN 7L 58/64 mit einer Leistung von 9.800 Kilowatt bei einer Nenndrehzahl von 428 Umdrehungen pro Minute. Der Viertaktmotor mit sieben Zylindern treibt über ein Getriebe einen Verstellpropeller an. Zur Verbesserung der Manövrierbarkeit im Hafen sind die Schiffe mit einem Bugstrahlruder mit einer Leistung von 800 Kilowatt des finnischen Herstellers Wärtsilä ausgerüstet. Die P1-Klasse erreicht bei 90 Prozent Maschinenleistung eine Geschwindigkeit von 17,5 Knoten und verbraucht dabei täglich 38,7 Tonnen Schweröl der Qualität IFO 380. Es können 1570 Kubikmeter Schweröl sowie 235 Kubikmeter Marinedieselöl gebunkert werden.
Die elektrische Energieversorgung erfolgt mit einem Wellengenerator mit einer Leistung von 1550 Kilowatt, drei Caterpillar Dieselgeneratoren mit einer Leistung von jeweils 590 Kilowatt sowie einem Caterpillar Dieselgenerator mit einer Leistung von 400 Kilowatt, der als Notstromaggregat und für die Stromversorgung im Hafen zum Einsatz kommt. Für die Energieversorgung im Hafen werden pro Tag 1,7 Tonnen Marinedieselöl verbraucht, beim Einsatz des Krangeschirrs kann sich der Verbrauch auf bis zu 3,8 Tonnen täglich erhöhen.

## Schiffe
Von der Klasse wurden sechs Einheiten gebaut, die Ende 2009 bzw. im Jahr 2010 abgeliefert wurden. Ursprüngliche Planungen sahen den Bau von zehn Schiffen vor. Infolge der Insolvenz der Beluga Group im Jahr 2011 kamen die meisten Schiffe der Klasse zur aus der Beluga Group hervorgegangenen Reederei Hansa Heavy Lift, ein Schiff wurde verkauft.
Beluga Singapore
Die Beluga Singapore (ex Beluga Persuasion, IMO-Nummer 9418975) ist das Typschiff der Schiffsklasse. Es wurde bei Qingshan Shipyard unter der Baunummer QS20060305 gebaut. Die Baukontrolle lag bei Volharding Shipyards, die Bauaufsicht fand gemeinsam mit der Beluga Fleet Management GmbH & Co. KG vor Ort statt. Das Schiff lief Anfang Juni 2009 als Beluga Persuasion vom Stapel und wurde am 28. Dezember 2009 abgeliefert. Heimathafen der Beluga Singapore war Gibraltar.
Eigner des Schiffes war die Beluga Shipping GmbH & Co. KG MS „Beluga Persuasion“. Verchartert war es ursprünglich für fünf Jahre an die Beluga Chartering GmbH, bereedert wurde es von der Beluga Fleet Management GmbH & Co. KG. Die Charterrate betrug im ersten Kalenderjahr 16.000 Euro und sollte in den folgenden vier Jahren 18.800 Euro täglich betragen. Die Betriebskosten für das Jahr 2010 waren mit 1,8 Millionen Euro veranschlagt. Der Baupreis inklusive Nebenkosten betrug für die Beluga Singapore 39,5 Millionen Euro, die Gesamtinvestition 41,46 Millionen Euro. Die Finanzierung erfolgte über ein Schiffshypothekendarlehen in Höhe von 27,65 Millionen Euro, eine Reederbeteiligung in Höhe von 3,34 Millionen Euro und über einen Schiffsfonds, der MS „Beluga Persuasion“ Beteiligungsgesellschaft mbH & Co. KG der Bremer Bluewater Capital in Höhe von 10,47 Millionen Euro. Die geplante Laufzeit der Beteiligung betrug 16,4 Jahre. An deren Ende im Jahre 2025 war der Verkauf des Schiffes vorgesehen. Der Kapitalrückfluss vor Steuern inklusive Kapitalrückführung war mit 258 Prozent prognostiziert.
Im Mai 2010 transportierte die Beluga Singapore die zwei in Dresden für Kenya Ferry Services gebauten Doppelendfähren Kwale und Likoni von Hamburg nach Mombasa. Die Fähren mit einer Länge von 75 Metern, Breite von 16,28 Metern und einem Gewicht von ungefähr 500 Tonnen wurden mit den bordeigenen 400-Tonnen-Kränen in Hamburg ver- und in Mombasa wieder entladen.
Im April 2012 wurde das Schiff in Singapore umbenannt. Später im Jahr 2012 fuhr es als HHL Lisbon für die Reederei Hansa Heavy Lift. Ab 2015 hieß das Schiff Norfolk, ab 2019 fuhr es als SLNC Magothy und seit 2023 als Magothy.
Beluga Mumbai
Die Beluga Mumbai (IMO-Nummer 9418987) ist das zweite Schiff der Klasse. Es wurde als Beluga Promotion gebaut. Es wurde unter der Flagge von Antigua und Barbuda in Fahrt gebracht.
2011 wurde das Schiff in HHL Venice umbenannt. Ab Ende 2018 hieß das Schiff Treasury Three, bevor es 2019 in Zea Gulf umbenannt wurde. Seit 2020 ist das Schiff als Ocean Gladiator für eine US-amerikanische Reederei in Fahrt.
Beluga Sydney
Die Beluga Sydney (IMO-Nummer 9437323) wurde als Beluga Permission gebaut. Es wurde 2011 im Zuge der Insolvenz der Beluga Group verkauft und in Prima Dora umbenannt. 2018 wurde das Schiff erneut verkauft. Neuer Name wurde Nordic Svalbard. Ab Ende 2020 war das Schiff als UHL Passion in Fahrt, seit 2022 heißt es Elara.
Beluga Sao Paulo
Die Beluga Sao Paulo (IMO-Nummer 9418999) wurde als Beluga Participation gebaut. Ab 2012 hieß das Schiff HHL Bilbao. Ab Ende des Jahres fuhr es als BBC Spring und ab Anfang 2020 als UHL Partner. Seit 2022 heißt das Schiff Sapodilla.
Beluga Cape Town
Die als Beluga Profession gebaute Beluga Cape Town (IMO-Nummer 9419008) wurde 2011 in HHL Hamburg umbenannt. 2014 hieß das Schiff Amber, ab 2015 fuhr es als Ocean Globe, ab 2020 als Ocean Globe und seit 2023 als St. Sofia.
Beluga Spiekeroog
Die Beluga Spiekeroog war das zuletzt gebaute Schiff der Klasse.